# Оголиновка
Оголи́новка — деревня в Инжавинском районе Тамбовской области. Входит в состав сельского поселения Марьевский сельсовет.

## География
Находится на реке Шибряйка. Фактически влилось в село Сатино.

## История
Впервые упоминается в 1911 году.
Административно входило в состав Инжавинской волости Кирсановского уезда.

## Население
| 2010 |
| ---- |
| 56   |

## Инфраструктура
В пешей доступности в селе Сатино общеобразовательная школа и фельдшерско-акушерский пункт.

## Транспорт
Остановка общественного транспорта «Сатино».